# Марано ди Валполичела
Мара̀но ди Валполичѐла (на италиански: Marano di Valpolicella; на венециански: Maran de Valpolisela, Маран де Валполисела) е малко градче и община в Северна Италия, провинция Верона, регион Венето. Разположено е на 318 m надморска височина. Населението на общината е 3175 души (към 2015 г.).